# NGC 5382
NGC 5382 is een lensvormig sterrenstelsel in het sterrenbeeld Maagd. Het hemelobject werd op 29 april 1786 ontdekt door de Duits-Britse astronoom William Herschel.

## Synoniemen
- UGC 8885
- MCG 1-36-7
- ZWG 46.22
- PGC 49711